# Hyaleucerea vulnerata
Hyaleucerea vulnerata är en fjärilsart som beskrevs av Butler 1875. Hyaleucerea vulnerata ingår i släktet Hyaleucerea och familjen björnspinnare. Inga underarter finns listade i Catalogue of Life.